# کلایناو
کلایناو (به آلمانی: Kleinau) یک منطقهٔ مسکونی در آلمان است که در ارندزی واقع شده‌است. کلایناو ۶۱۰ نفر جمعیت دارد.